# Bezzia japonica
Bezzia japonica är en tvåvingeart som beskrevs av Tokunaga 1939. Bezzia japonica ingår i släktet Bezzia och familjen svidknott. Inga underarter finns listade i Catalogue of Life.